# Thisnes (ruisseau)
Pour l’article homonyme, voir Thisnes.
La Thisnes (ou la Thines) est un ruisseau de Belgique, affluent de la Samme, donc sous-affluent de l'Escaut,.